# Чёрная смерть (фильм)
«Чёрная смерть» (англ. Black Death) — фильм режиссёра Кристофера Смита по сценарию Дарио Полони. В главных ролях снимались Шон Бин, Эдди Редмэйн и Кэрис ван Хаутен.
Действие фильма происходит в средневековой Англии во время эпидемии бубонной чумы. Молодой монах Осмунд вызывается провести инквизитора Ульрика и его солдат в удалённую деревню, по слухам, избежавшую чумы — потому, что её жители отреклись от Бога.

## Сюжет
1348 год, в Европе свирепствует эпидемия «черной смерти» — легочной чумы. Тысячи и тысячи людей в городах и деревнях умирают в жутких мучениях. Послушник Осмунд (Эдди Редмэйн), истовый христианин, находится на распутье — вокруг царит смерть, люди, находясь в суеверном страхе, верят, что чума — это Божья кара, посланная им за грехи, и в то же время церковь пытается укрепить свою власть посредством охоты на ведьм и жестоких расправ над ними. Однако сердце Осмунда полно сострадания и он молится о том, чтобы его вера укрепилась и прошли эти страшные времена. С другой стороны, его желание стать церковнослужителем подвергается испытанию из-за его любви к Аврил (Кимберли Никсон). Она хочет убежать из города, от неминуемой смерти, и просит его бежать вместе с ней. Осмунд колеблется. Аврил обещает ждать его у дорожного креста в Денвичском лесу.
В это же время в аббатство приезжают посланники епископа: рыцарь Ульрик (Шон Бин) и Суайр (Иман Эллиот). Они рассказывают, что до епископа дошли слухи о том, что жители одной из удалённых деревень каким-то чудесным образом не заразились чумой, и просят аббата дать им проводника через Денвичский лес и болота. Осмунд, веря, что это ответ на его молитвы и что ему выпал шанс проверить свою преданность церкви, вызывается в качестве проводника. Ульрик забирает его с собой. Осмунд присоединяется к отряду Ульрика и понимает, что его спутники на самом деле инквизиторы, уверенные в том, что спасение деревни — дело рук дьявола, а в деревне действует некромант — колдун, умеющий поднимать мертвецов из могилы. С собой они везут повозку с пыточными инструментами и с железной клеткой для колдуна. Во время путешествия боец Грифф, зараженный чумой, понимая, что на этом его поход закончен, просит Вульфстена убить его.
Улучив момент, Осмунд сбегает к денвичскому придорожному кресту, где его должна была ждать Аврил. Он находит лишь лошадь девушки, части её платья и следы крови; в этот момент на него нападают лесные разбойники. Осмунду удается добежать к лагерю и предупредить товарищей о нападении. Они вступают с разбойниками в бой, перебив их, но потеряв в бою солдата Иво.
Осмунд пребывает в отчаянии, оплакивая Аврил, он уверен, что Господь покарал его за слабость.
Ульрик и его спутники, оставив свою повозку на болотах, недалеко от деревни, приходят в селение. Но, не желая спугнуть колдуна, представляются усталыми путниками, на которых напали разбойники, и просят приюта. Жители во главе со старейшиной Хобом (Тим Макиннерни) приветствуют гостей и предлагают переночевать, предоставляя им для ночлега заброшенную церковь. Также Ульрик видит у одной из крестьянок медальон посланника епископа и понимает, что в эту деревню уже были когда-то посланы солдаты для расследования. Он просит своих спутников быть настороже. Прекрасная знахарка и травница Лангива (Кэрис ван Хаутен) перевязывает рану Осмунда. Она показывает Осмунду тело Аврил, рассказывает, как они нашли её в лесу, говорит, что перед смертью Аврил вспоминала о нём, утешает Осмунда и обещает похоронить её. Во время вечернего ужина Лангива уводит Осмунда в лес, где он становится свидетелем языческого обряда, в ходе которого Лангива возвращает Аврил к жизни. Тем временем Ульрик и его отряд попадают в ловушку, их, одурманенных сонными зельями, подмешанными в еду и питьё, легко пленяют жители деревни.
На рассвете связанных инквизиторов, включая и Осмунда, держат в клетке с водой. Лангива — истинная глава языческой общины — произносит гневную речь против церкви и её служителей, показывая, какой смертельный дар они привезли с собой — повозку, гружёную оружием и пыточными инструментами. Лангива предлагает им либо отречься от Христа и своей веры, либо стать принесёнными в жертву для спасения деревни от чумы. Ульрик, Вульфстен, Молд и Дэливага проклинают её и храбро отказываются от предложенного «спасения». Дэливагу распинают на кресте. Суайр, боясь такой расправы, трусливо отрекается от Христа. На глазах у его соратников Хоб крестит Суайра в новую веру, но затем его уводят в лес, надевают на голову мешок и вешают.
Лангива предлагает отречься Осмунду, соблазняя его свиданием с его любимой Аврил. Осмунд приходит в хижину к Аврил и, уверенный, что воскрешённая Аврил стала рабой тёмных сил, убивает её. Он выносит её тело к собравшимся и говорит Лангиве, что теперь Аврил навсегда с Господом, так же, как и его сердце. Ульрик осыпает язычников проклятиями, радуясь, что ведьма оказалась бессильна. За это Лангива пытает его, приказав привязать его за руки к двум лошадям, и требует его отречения. Измученный Ульрик просит позвать Осмунда. Он хвалит его за мужество и непреклонность и просит снять с него рубашку. Когда Осмунд разрывает её, все видят на теле Ульрика чумные бубоны. Торжествуя, Ульрик призывает гнев Господень на головы жителей деревни: «Я Смерть, и я заберу вас всех с собой!». Лошади разрывают Ульрика на части, толпа в ужасе разбегается. Вульфстен и Молд, выбравшись из клетки, вступают в бой с сельчанами. В этой битве Хоб убивает Молда.
Осмунд преследует Лангиву на болотах, где она сообщает ему правду: никакой чёрной магии не было, Аврил вообще не умирала, а находилась всего лишь в наркотическом дурмане — с помощью подобных «чудес» Лангива поддерживала власть над общиной. Осмунд, обескураженный этой новостью, теряет Лангиву из вида, так и не настигнув её.
Вульфстен привозит обессиленного Осмунда назад в аббатство, «колдуна» Хоба, запертого в клетку, он увозит к епископу.
Несколько лет спустя Осмунд становится рыцарем госпитальером, бессердечным инквизитором, таким же фанатиком, каким был Ульрик. Осмунд со своим вооружённым отрядом хватает Лангиву, её подвергают жестоким пыткам с целью выбить у неё признание в колдовстве и ереси. Позже он сам ищет, пытает, требуя признания, и казнит «ведьм», видя в каждой из них зловещий образ Лангивы.

## В ролях
- Шон Бин — Ульрик
- Эдди Редмэйн — Осмунд
- Кэрис ван Хаутен — Лангива
- Дэвид Уорнер — аббат
- Джонни Харрис — Молд
- Кимберли Никсон — Аврил
- Тим Макиннерни — Хоб
- Джон Линч — Вульфстен
- Энди Найман — Дэливаг
- Иман Эллиотт — Суайр
- Тиго Гернандт — Иво
- Джеми Баллард — Грифф